# Zaragoza Lions
I Zaragoza Lions sono stati una squadra di football americano di Saragozza; fondati nel 1989, hanno chiuso nel 2004.

## Palmarès
- 3 Campionati catalani junior (1999-2000, 2000-01, 2001-02)
- 1 Coppa catalana junior (2001-02)